# ФК «Томь» в сезоне 2017/2018
Сезон 2016/2017 — 13-й сезон для «Томи» во втором по значимости дивизионе российского футбола, а также 61-й сезон клуба в чемпионатах СССР и России.
Первый официальный матч команда провела 8 июля 2017 года против «Кубани», последний — 12 мая 2018 года против «Кубани».

### Общая статистика
По состоянию на 12 мая 2018 года
В данной таблице не учитываются результаты товарищеских матчей.
| Сыграно матчей          | 38 (ФНЛ) |
| Победы                  | 10 (ФНЛ) |
| Ничьи                   | 11 (ФНЛ) |
| Поражения               | 17 (ФНЛ) |
| Забито мячей            | 36 (ФНЛ) (0.94 за игру) |
| Пропущено мячей         | 56 (ФНЛ) (1.47 за игру) |
| Разница мячей           | -20 |
| Матчей на ноль          | 12 (ФНЛ) |
| Желтых карточек         | 100 (2,63 за игру) |
| Удаления                | 3 (0,07 за игру) |
| Худшая дисциплина       | Анзор Саная 1 — 9 — |
| Лучший счёт             | 1:0 (Д) против «Крылья Советов» — ФНЛ, 26 июля 2017 2:1 (Д) против «Авангард» — ФНЛ, 30 июля 2017 2:1 (Д) против «Химки» — ФНЛ, 5 августа 2017 2:1 (Д) против «Волгарь» — ФНЛ, 9 августа 2017 1:0 (Д) против «Факел» — ФНЛ, 14 октября 2017 1:0 (Д) против «Крылья Советов» — ФНЛ, 8 ноября 2017 1:0 (Д) против «Динамо (СПб)» — ФНЛ, 10 марта 2018 1:0 (Д) против «Балтика» — ФНЛ, 15 апреля 2018 1:0 (В) против «Факел» — ФНЛ, 3 мая 2018 1:0 (Д) против «Ротор» — ФНЛ, 6 мая 2018 |
| Худший счёт             | 1:4 (д) против «Кубань» — ФНЛ, 8 июля 2017 0:3 (в) против «Луч-Энергия» — ФНЛ, 15 июля 2017 0:3 (в) против «Оренбург» — ФНЛ, 31 марта 2018 |
| Наибольшее число матчей | Анзор Саная (34 матчей), Анте Пульич (34 матчей) |
| Лучший бомбардир        | Анте Пульич (7 голов) (ФНЛ) |
| Лучший ассистент        | Анзор Саная (5 передач), |
| Гол + Пас               | Анзор Саная (9 очков) |